# Zsennye
Zsennye is een plaats (község) en gemeente in het Hongaarse comitaat Vas. Zsennye telt 106 inwoners (2001).